# Demografia da África
| Mapa da África mostrando Índice de Desenvolvimento Humano (2004). |                                                             |                                                                 |
| \| above 0.950 0.900-0.949 0.850-0.899 0.800-0.849 0.750-0.799 \| 0.700-0.749 0.650-0.699 0.600-0.649 0.550-0.599 0.500-0.549 \| 0.450-0.499 0.400-0.449 0.350-0.399 0.300-0.349 under 0.300 n/a \| |                                                             |                                                                 |
| above 0.950 0.900-0.949 0.850-0.899 0.800-0.849 0.750-0.799 | 0.700-0.749 0.650-0.699 0.600-0.649 0.550-0.599 0.500-0.549 | 0.450-0.499 0.400-0.449 0.350-0.399 0.300-0.349 under 0.300 n/a |

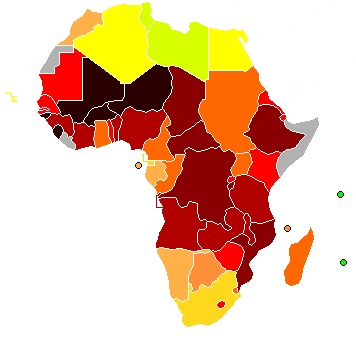
}

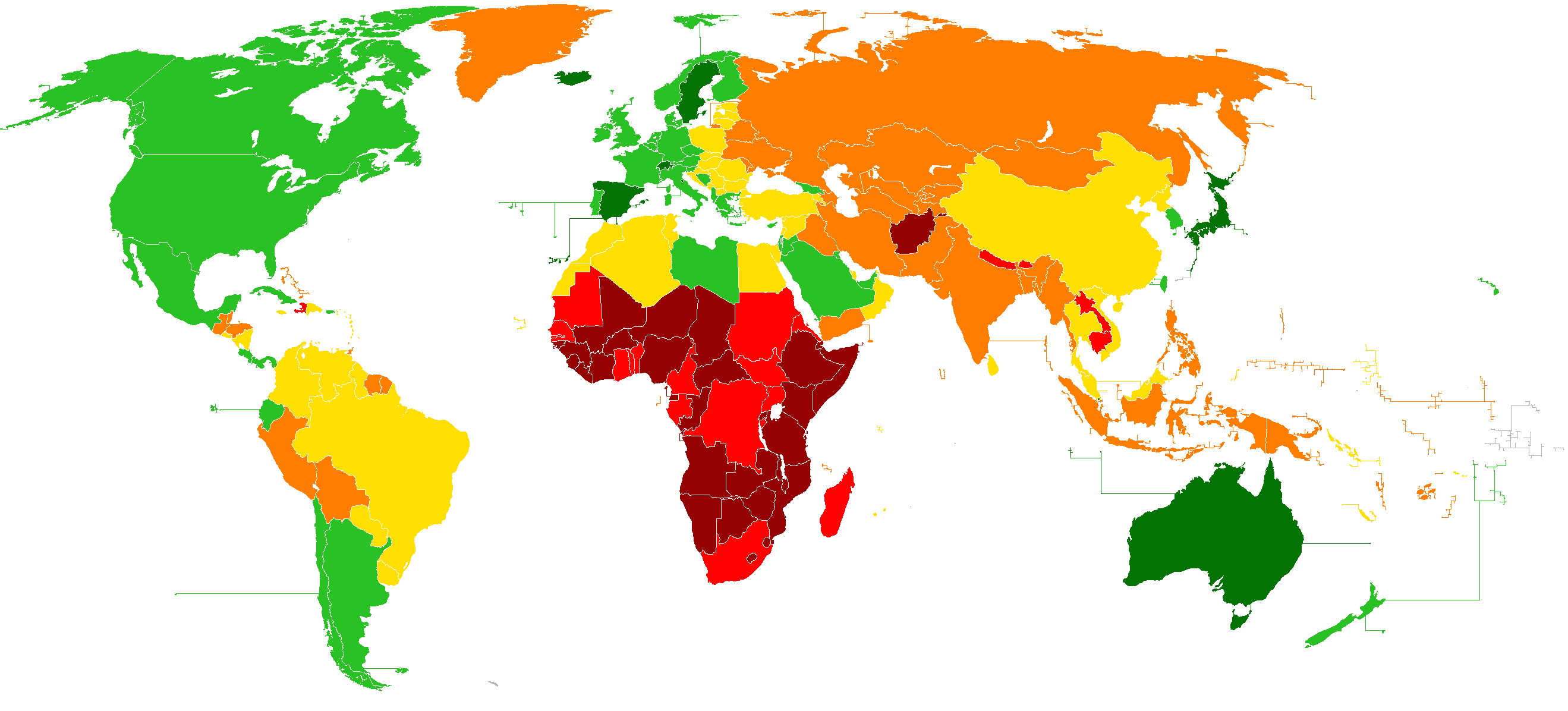
A expectativa de vida está abaixo de 50 anos na maior parte dos países africanos, e abaixo de 60 anos, em todos os países, exceto para a África do Norte.

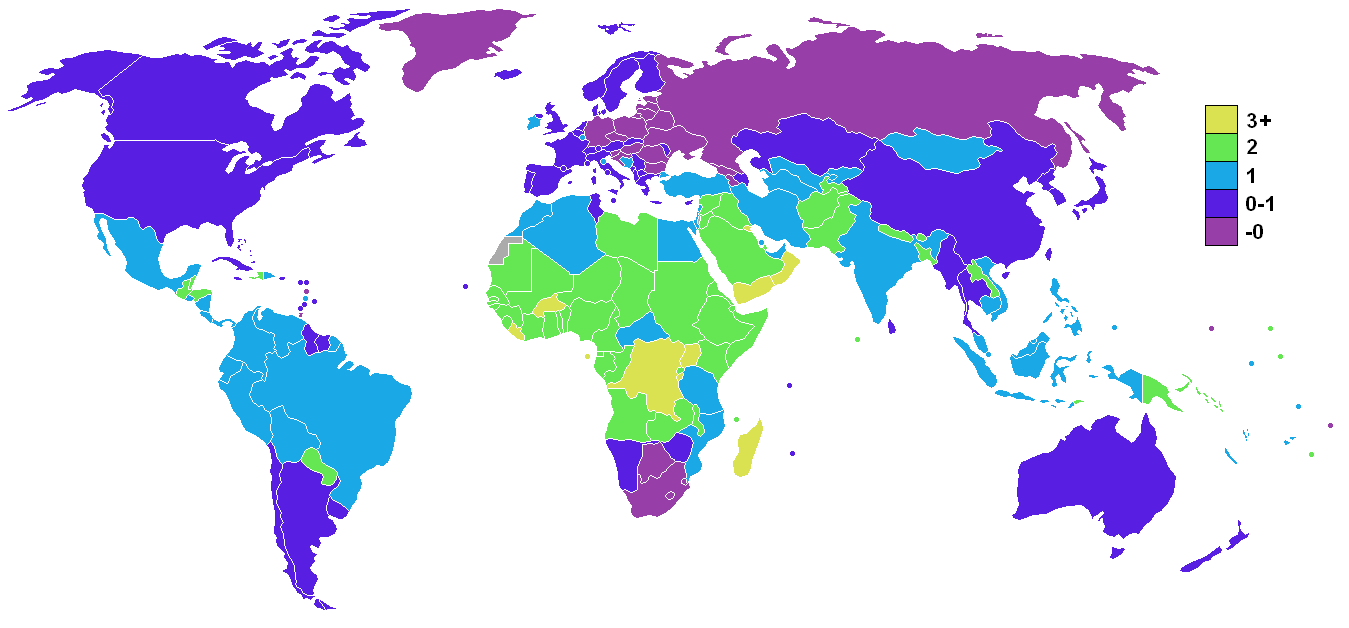
A maioria dos países africanos tem taxas de crescimento anual da população acima dos 2%.

A África possuí uma população de mais de 1,3 bilhão de habitantes e uma densidade demográfica de 30 hab./km². Ela duplicou nos últimos 28 anos, e se quadruplicou nos últimos 55 anos. Crê-se que tenha alcançado os 1 bilhão de habitantes antes de 2010. O mais populoso país africano é a Nigéria, com pouco mais de 200 milhões de habitantes, seguido pela Etiópia com 112 milhões e pelo Egito com 90 milhões de pessoas. (dados de 2019).
A população africana tem crescido exponencialmente ao longo do último século, o que acarreta uma população muito jovem (Ainda hoje, vários países, como a Libéria, Burundi, Uganda, a República Democrática do Congo, Madagáscar e o Burkina Faso têm taxas de crescimento anual da população acima dos 3%), ainda reforçada por uma baixa expectativa de vida. De acordo com a CIA Factbook em 2006, de 53 países, 43 possuíam uma expectativa de vida abaixo de 60 anos e 28 possuíam uma expectativa de vida abaixo de 50 anos. De acordo com a mesma fonte, Lesoto, Botswana e Essuatíni possuíam uma expectativa de vida abaixo de 35 anos.

## Dados demográficos
População Total: 1,308,064,176 de habitantes (2019)
População Rural: 58% da população total
População Urbana: 42% da população total
Religiões: A principal religião é o Islamismo, com 40% da população sendo adeptos. O cristianismo tem como fiéis 15% da população.
Analfabetismo: 40,3%

### Estimativas alternativas da população africana, 0-2018 d.C. (em milhares)
Fonte: Maddison et al. (Universidade de Groningen).
| Ano    | 0       | 1000    | 1500    | 1600    | 1700    | 1820      | 1870      | 1913      | 1950      | 1973      | 1998      | 2018      | 2100 (projectado) |
| ------ | ------- | ------- | ------- | ------- | ------- | --------- | --------- | --------- | --------- | --------- | --------- | --------- | ----------------- |
| África | 16 500  | 33 000  | 46 000  | 55 000  | 61 000  | 74 208    | 90 466    | 124 697   | 228 342   | 387 645   | 759 954   | 1 321 000 | 3 924 421         |
| Mundo  | 230 820 | 268 273 | 437 818 | 555 828 | 603 410 | 1 041 092 | 1 270 014 | 1 791 020 | 2 524 531 | 3 913 482 | 5 907 680 | 7 500 000 | 10 900 000        |

### Percentagem da população africana e mundial, 0-2020 d.C. (% do total mundial)
Fonte: Maddison et al (Universidade de Groningen).
| Ano    | 0   | 1000 | 1500 | 1600 | 1700 | 1820 | 1870 | 1913 | 1950 | 1973 | 1998 | 2020 | 2100 (projectado) |
| ------ | --- | ---- | ---- | ---- | ---- | ---- | ---- | ---- | ---- | ---- | ---- | ---- | ----------------- |
| África | 7,1 | 12,3 | 10,5 | 9,9  | 10,1 | 7,1  | 7,1  | 7,0  | 9,0  | 9,9  | 12,9 | 18,2 | 39,4              |

### Nascimentos
Todos os países da África Subsariana tinham taxa de fertilidade (número médio de filhos) acima do nível de substituição em 2019 e representavam 27,1 % dos nados-vivos a nível mundial. Em 2021, a África Subsariana representava 29 % dos nascimentos a nível mundial.
A taxa de fertilidade (número médio de filhos por mulher) da África Subsariana é de 4,7 em 2018, a mais elevada do mundo, segundo o Banco Mundial.
| Região                  | Menos de 15 anos de idade (percentagem da população total) | Mais de 65 anos (percentagem da população total) |
| ----------------------- | ---------------------------------------------------------- | ------------------------------------------------ |
| Ásia                    | 24%                                                        | 8%                                               |
| África                  | 41%                                                        | 3%                                               |
| Europa                  | 16%                                                        | 18%                                              |
| América Latina-Caraíbas | 26%                                                        | 8%                                               |
| EUA e Canadá            | 19%                                                        | 15%                                              |
| Oceânia                 | 23%                                                        | 12%                                              |
| Mundo                   | 26%                                                        | 9%                                               |

## África Subsaariana

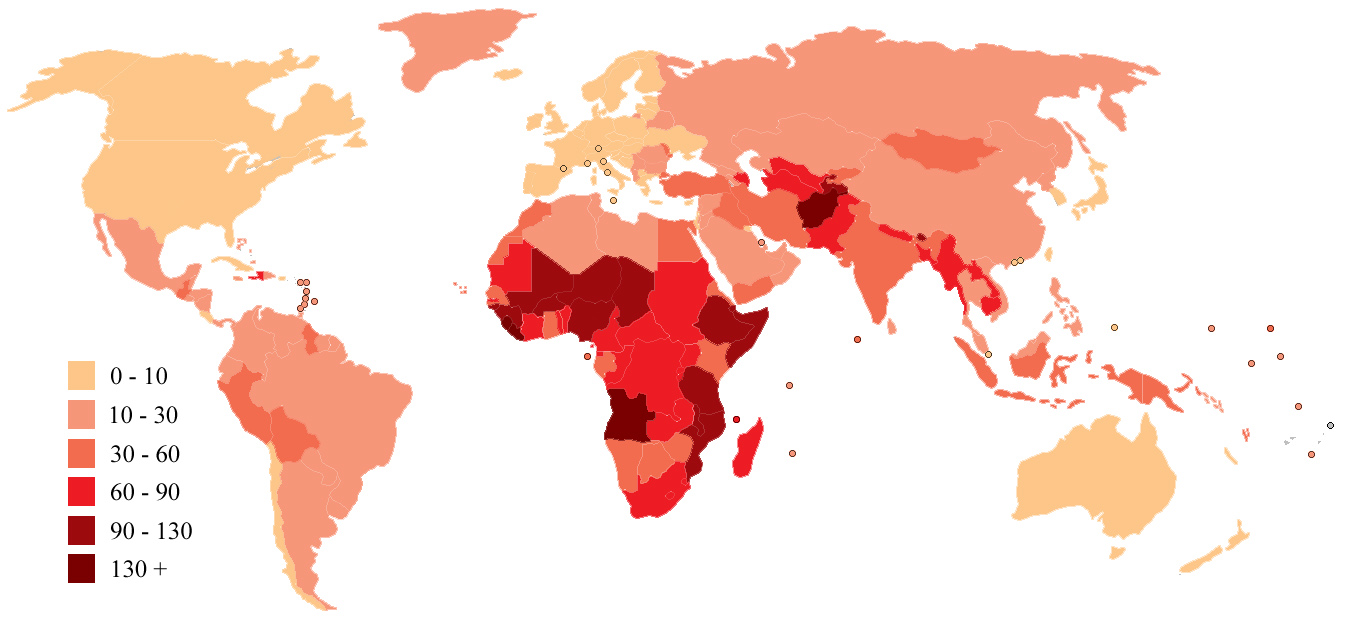
A Mortalidade infantil na África está na taxa de 9% e de mortalidade infantil abaixo de 5 anos em 15%..

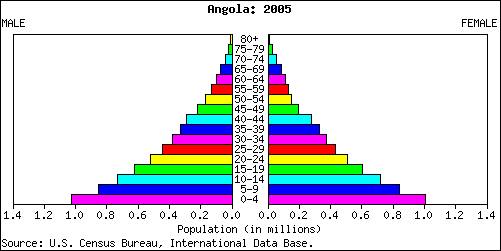
2005 pirâmide populacional de Angola.

Mais de 40% da população têm menos de 15 anos nos países subsarianos, com a exceção da África do Sul,
A mortalidade infantil é alta, com 190 mortes a cada 1000 nascimentos em países como Angola. Entre 25% e 50% das crianças são desnutridas na Tanzânia, no Quênia, no Sudão, em Moçambique, em Madagáscar, no Zimbabwe, na Zâmbia e em Angola.
AIDS é um problema generalizado na África subsariana, com cerca de 11% da população adulta infectada.

Infecção pelo HIV é uma prática generalizada na maior parte da África subsariana (cerca de 7%, em oposição a 1% a nível mundial), com incidência acima de 30% na Botswana, Zimbabwe e Essuatíni.
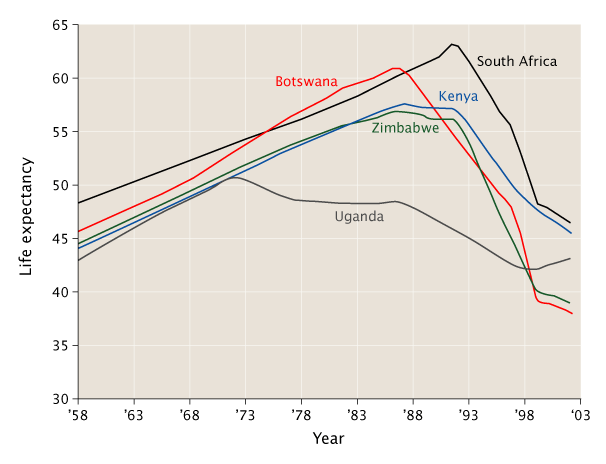
Expectativa de vida caiu drasticamente na África Austral desde a década de 1990 como resultado do HIV.

### Grupos étnicos
Há uma grande diversidade étnica nos países da África subsaariana. Enquanto a África do Sul tem a maior população de brancos, indianos e mestiços na África. Pessoas com ascendência europeia incluem descendentes de neerlandeses, alemães e ingleses, Madagáscar tem uma população de origem austronésia e africana, e a área do sul do Sudão é habitada por povos nilóticos.

### Idiomas
Falantes de línguas bantu (parte da família Níger-Congo) são a maioria na África subsaariana. Mesmo assim, também existem vários grupos nilóticos na África Oriental e alguns coisanídeos e pigmeus no sul e no centro do continente, respectivamente. Línguas Europeias são muito utilizadas na mídia e no governo de países africanos, como o Inglês, Francês e Português.

## Norte da África
A população da África Branca pertence a três grupos principais; os povos berberes ao sul e os árabes no norte. Os árabes chegaram ao norte da África no século VII e introduziram a língua árabe e o Islão no continente. Outros grupos importantes para a formação étnica do norte africano foram os fenícios, gregos, romanos e vândalos, que também estabeleceram colônias no norte, especialmente no litoral do Mar Mediterrâneo.
Os berberes estão presentes em Marrocos, na Argélia, na Tunísia e na Líbia. Os tuaregues e outros povos nômades podem ser encontrados no interior do continente, a sul do deserto do Saara. Os núbios vivem na parte nordeste do continente, mais precisamente no Egito.
Durante o século passado, pequenas colônicas de libaneses, indianos e chineses formaram-se nas costas da África Ocidental e da África Oriental e tornaram-se relativamente importantes para a economia de alguns países.
Alguns grupos da Etiópia e da Eritreia (como os povos Amhara e trigrayanos, coletivamente conhecidos como "Habesha") falam línguas semíticas. Os oromo e somalis falam línguas cuchíticas, mesmo que alguns clãs somalis prefiram o árabe de seus legendários ancestrais.
Sudão e Mauritânia são países divididos entre um norte árabe e um sul africano (mesmo que muitos "árabes" do Sudão tenham claramente raízes africanas). Algumas áreas da África Oriental, como a ilha de Zanzibar e a ilha de Lamu, também receberam muçulmanos árabes e colonos e mercadores asiáticos durante a Idade Média.